# San Pablo Villa de Mitla
San Pablo Villa de Mitla es un pueblo y cabecera municipal en el estado de Oaxaca, México, famoso por ser el sitio de las ruinas arqueológicas de Mitla. Es parte del distrito de Tlacolula, en el este de la región de los Valles Centrales.
El pueblo es también conocido por sus textiles hechos a mano, sus piezas bordadas y por el mezcal. La ciudad también contiene un museo, el cual fue cerrado sin explicación alguna en 1995 y desde entonces toda su colección zapoteca y de elementos culturales mixtecas ha desaparecido. El nombre de "San Pablo" es en honor de San Pablo y "Mitla" es una castellanización del nombre náhuatl "Mictlán." Este es el nombre que los aztecas dieron la antigua ciudad prehispánica antes de la llegada de los españoles y significa "Tierra de los muertos". Se encuentra en las regiones de los Valles Centrales de Oaxaca, a 46 km de la ciudad de Oaxaca, en el Distrito de Tlacolula.

## Pueblo
El pueblo y la cabecera municipal de Mitla es el centro comercial y turístico de la zona. Muchas de las casas en la ciudad moderna de Mitla tienen cerca de 200 años de antigüedad, con un estilo rústico colonial. En muchas de estas casas son talleres de tejidos y bordados que venden sus productos al público. El pueblo tiene un centro cultural o “Casa de Cultura,” que ofrece diversas clases de disciplinas culturales, tales como bailes tradicionales.
Hay un pequeño mercado de artesanías al aire libre justo fuera de la zona arqueológica. La mayor parte de las artesanía fabricadas y vendidas aquí son textiles, incluyendo ropa tradicional con bordados hechos a mano, hamacas, sarapes, tapetes, bolsos, manteles tejidos a mano y otros artículos. Los collares y pulseras están trenzados de fibras y decorados con perlas, semillas, piedras pequeñas y / o figuras de cerámica. Muchos de los diseños que se encuentran en los tejidos vienen de los códices prehispánicos y tienen como base a figuras mitológicas zapotecas, pero también  se pueden encontrar imágenes más modernas de los pintores mexicanos contemporáneos que también se encuentran en este lugar.
El pueblo tiene dos iglesias, una dedicada a San Judas Tadeo y el otro dedicado a San Pablo. Cuando los españoles llegaron en la década de 1520,La Mitla prehispánica era conocida como centro religioso en el valle de Oaxaca. En 1544, la iglesia de San Pablo se construyó con parte de las ruinas del antiguo complejo religioso zapoteca. La iglesia se sitúa sobre una plataforma prehispánica que ahora funciona como atrio. El acceso a la iglesia es a través de un portal decorado con crestas en forma de pirámide y un nicho. La iglesia es de 39 metros de largo y doce de ancho, con tres naves cerradas por cúpulas octogonales. Las bóvedas se construyeron más tarde, tal vez en el siglo XIX. El ábside cuadrado se cierra con una cúpula circular y dicha cúpula no  es tan alta como la nave, probable su origen venga desde el siglo XVI Detrás de ella hay una gran cúpula octogonal que encierra el santuario, con otra cúpula que encierra el coro. La pared del atrio sur fue originalmente parte de una estructura prehispánica y todavía contiene el calado de mosaicos que definen su origen zapoteco. El interior de la iglesia se destaca por un gran número de estatuas de santos del siglo XVI y la época colonial; muchos de los cuales se encuentran con una policromía bien conservada.
El santo patrón del pueblo, San Pablo, se celebra en enero con una procesión que comienza en la iglesia de San Pablo en el sitio arqueológico, pasando a través del cementerio de la ciudad y terminando en el centro de la ciudad. Las bebidas de mezcal se ofrecen gratuitamente a los asistentes. La mayor parte de la población participa en la procesión, así como grupos musicales y figuras de fantasía tales como monos gigantes que son hechos para la celebración. 

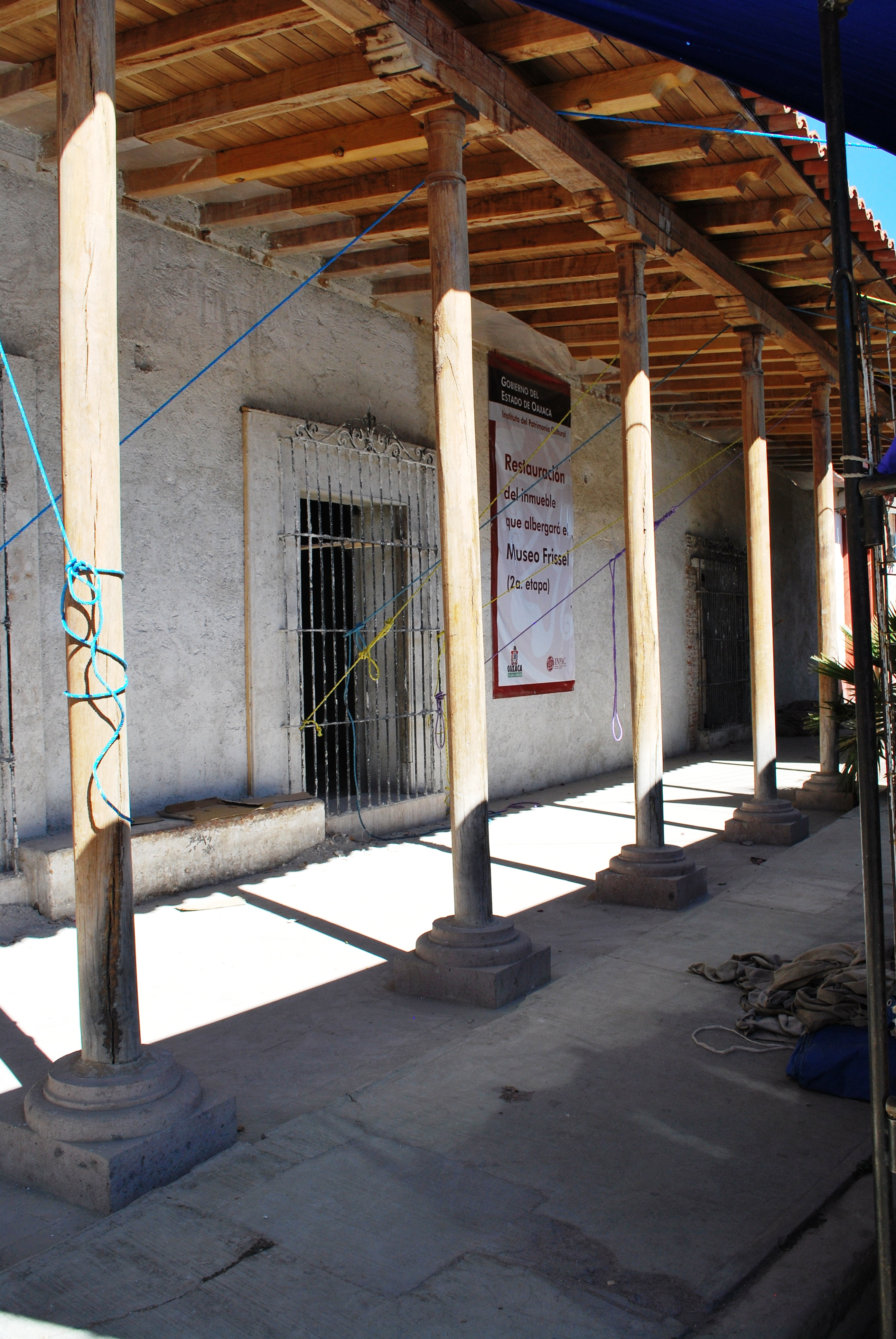
Parte de la fachada del Museo Frissell con una placa informando sobre la remodelación del edificio.

### Museo Ervin Frissell
En la calle Benito Juárez que está muy cerca de la plaza central, se encuentra el Museo Oaxaqueño de Arqueología Ervin Frissell. El edificio de esta institución fue una posada llamada La Sorpresa, que operaba principalmente en la segunda mitad del siglo XIX y principios del XX por la familia Quero. En la década de 1950, el edificio fue vendido al estadounidense Edwin Robert Frissell. Frissell coleccionó un gran número de piezas arqueológicas, con las que fundó el museo. La colección del museo se ha mejorado con donaciones de Howard Leigh, que coleccionaba arte zapoteca y trasladó dicha colección a este lugar desde la ciudad de Oaxaca. El museo fue inaugurado en 1950 y fue patrocinado por una asociación civil llamada la Junta cultural zapoteca de Mitla.
El museo tenía varias salas con piezas que mostraban la evolución del arte zapoteca y mixteca. Las piezas incluían cerámica, tales como urnas, tarros, braseros y morteros, hechas de jade y obsidiana, con un gran número de ídolos, hachas y otras piezas. La colección del museo se estima que tiene entre 40.000 y 80.000 piezas y se conocía que era la mayor colección de objetos culturales zapotecas.
El museo se cerró sin explicación alguna en 1995 hasta el año 2001, nadie tenía idea de lo que estaba ocurriendo. Pero a partir del 2001, Rufino Aguilar Quero y sus abogados investigaron y encontraron contratos que especifican las condiciones de las donaciones de las piezas de Frissell a la UDLA. Frissell estipula que después de su muerte, el Colegio de la Ciudad de México (hoy UDLA) tendría el control de las piezas y no podía cederlo a otra institución. Otra estipulación fue que ninguna de las piezas se podía separar de la colección.
Un periódico local informó que el edificio del museo se había sido vendido a José Murat por un valor de 1,5 millones de pesos, contra la estipulación de Frissell que las piezas y el edificio debían mantenerse juntos.
En algún momento entre 1995 y 2007, toda la colección del museo desapareció, junto con pinturas de León Zurita, el registro de visitantes y una colección de sellos. A principios del 2007, Samuel Quero Martínez, Rufino Aguilar Quero y Robert Luís Arreola, residentes de Mitla, denunciaron el saqueo del museo y la venta de sus piezas, con el gobierno de Oaxaca siendo el sospechoso de tener un papel en el asunto. Los cargos formales fueron presentados en 2008.
El decano de la UDLA ha negado los cargos y también ha negado de que las piezas estaban en la responsabilidad de la escuela cuando se encontró que habían desaparecido, sino que era propiedad del INAH para ser parte de la "propiedad de la nación". El decano afirma que la universidad no está en condiciones de administrar un museo, afirmando que entregó la gestión del mismo al INAH. También niega de vender el edificio a José Murat, pero que estaba disponible para el gobierno del estado de Oaxaca para una posibilidad de venta.
El museo permanece cerrado, supuestamente para la remodelación. Las discusiones sobre el destino del museo y su colección resurgieron en junio de 2009, cuando un grupo de residentes de Mitla solicitó al INAH el retorno de al menos un treinta por ciento de la colección del museo. Pero mientras que la investigación formal está en curso, el sitio está siendo utilizado como un restaurante y posada.

## Sitio arqueológico de Mitla

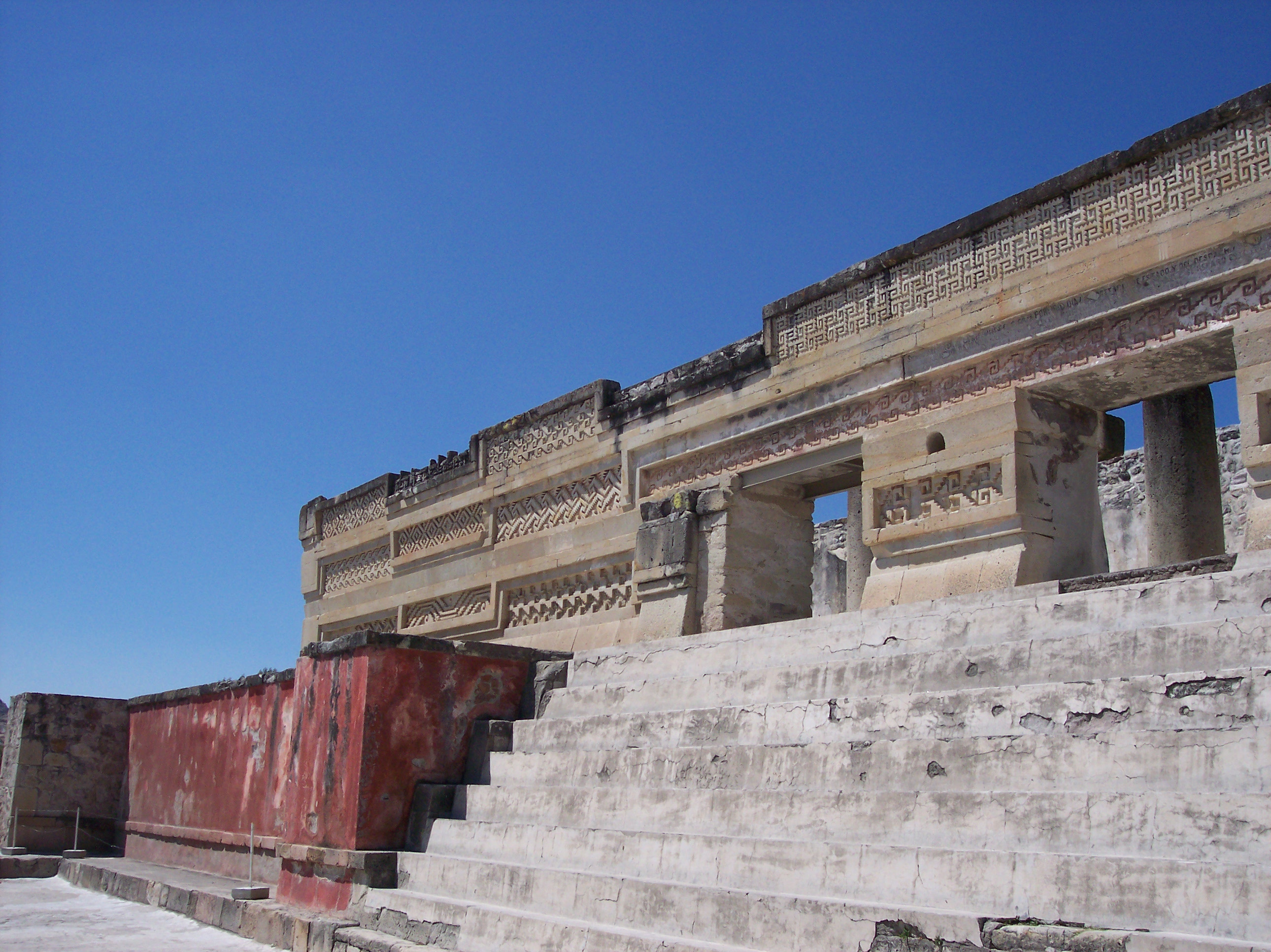
Vista del palacio con sus calados intrincados.

La atracción principal son las ruinas de la ciudad prehispánica de Mitla, que es más conocida por sus edificios decorados con mosaicos de pequeñas piedras planas que encajan entre sí para crear diseños, especialmente calados. Mitla es la segunda zona arqueológica más visitada en el estado de Oaxaca. La mayor parte de la economía del municipio se basa en el turismo al sitio, estando lleno de restaurantes, pequeños hoteles y tiendas de venta de artesanías y mezcal. Sin embargo, muchos residentes aquí sienten que el área no es promovida lo suficiente por el gobierno. Fuentes del gobierno dicen que el número de visitantes que vienen al sitio va en aumento. La mayoría de los visitantes son nacionales, mexicanos que vienen durante los fines de semana, procedentes de los estados vecinos de Puebla y Veracruz. La mayoría de los visitantes extranjeros son de Europa. Aproximadamente 500 personas visitan al día la zona arqueológica de Mitla.

## Municipio

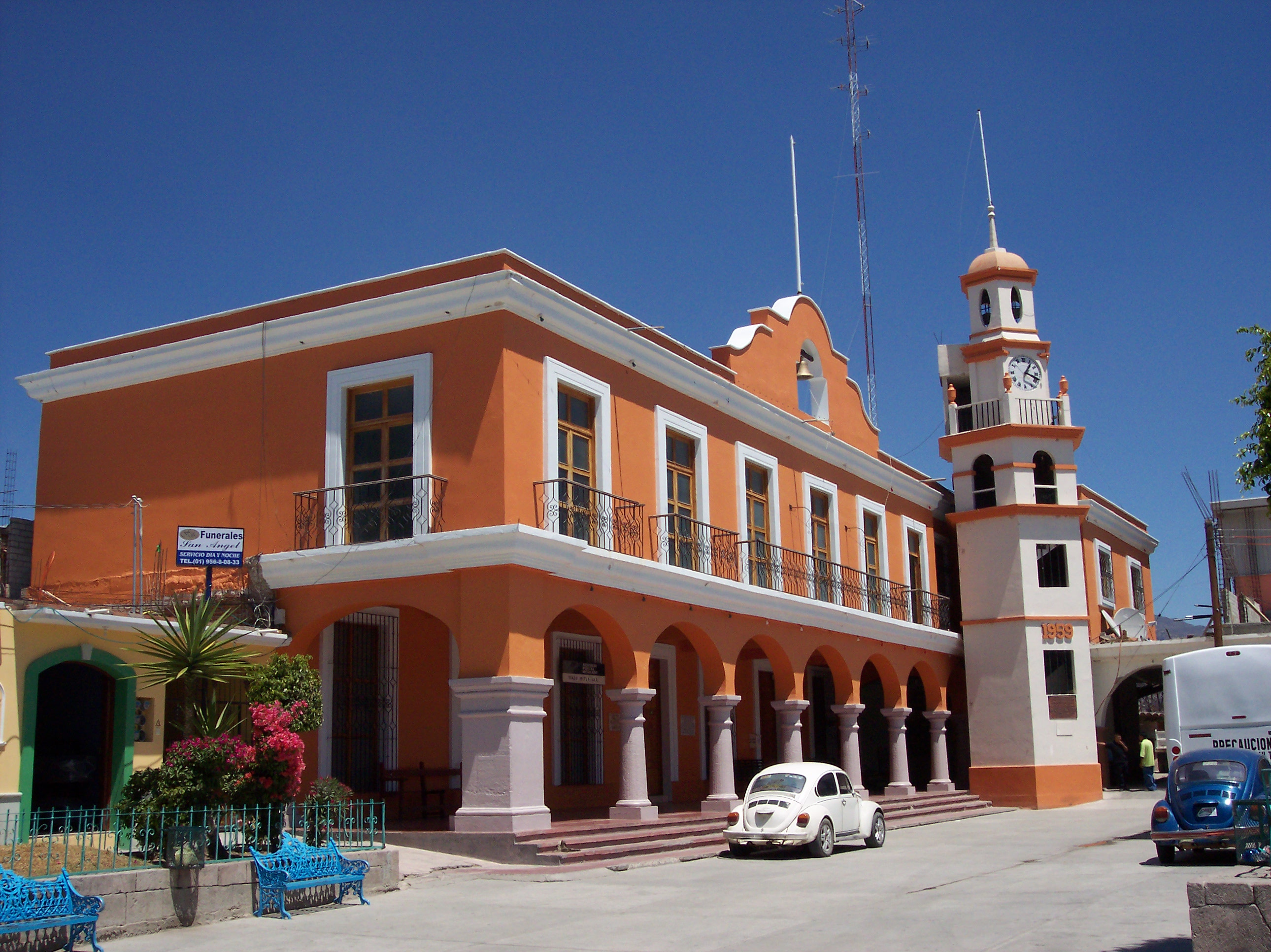
Palacio municipal

Como cabecera municipal, la ciudad de San Pablo Villa de Mitla ha regulado la jurisdicción de las comunidades de San José del Paso, San Miguel Albarradas, Unión Zapata (Loma Larga), Xaagá, Santa María Albarradas, Don Pedrillo, El tequio y El Rosario, que abarcan en conjunto un territorio de 82.93km2. la población total del municipio a partir en 2005 fue de 11.219 personas, de las cuales 7.829 o aproximadamente el 70% vive en las ciudades o pueblos. Aproximadamente 3655 personas o alrededor de un tercio de la población habla un idioma indígena.  El municipio limita con los municipios de Santo Domingo Albarradas, Villa Díaz Ordaz, Tlacolula de Matamoros, San Lorenzo Albarradas y Santo Domingo Albarradas.
La mayor parte del territorio está formado por colinas al pie de la Sierra del Norte. La elevación más notable es la montaña llamada Dan Guido o la colina del templo. Otra elevación se llama Dan Belgo o tarro Hill. El único río importante que cruza en esta zona es el río Grande, con una serie de pequeños arroyos que desembocan en él, muchos de los cuales fluyen sólo durante la temporada de lluvias. El clima es templado y bastante seco. La temporada de lluvias es de junio a septiembre y en el invierno se congela con regularidad. Las elevaciones más altas tienen bosques de pino y existen plantas como el mezquite, maguey y nopal en las zonas más bajas y secas. Las zonas boscosas tienen de pequeños a medianos mamíferos como lobos, coyotes, venados, jabalíes, zorros, etc., así como las aves y algunas serpientes venenosas.
Alrededor de un veinte por ciento de la población se dedica a la agricultura, Mientras que el 80% restante se dedica a la artesanía y/o actividades relacionadas con el turismo. Artesanías como las telas bordadas y en especial las prendas de lana tejidas son una fuente importante de ingresos. Estos incluyen la ropa tradicional hecha en telares manuales, así como hamacas, sarapes, tapetes, manteles y otros artículos. Muchos de estos elementos también se bordan. Las joyas hechas a partir de materiales naturales también están disponibles. Los municipios tienen minas para de la que extraen "cantera" rosa utilizada para la construcción.
Al sur de la cabecera municipal se encuentra la Hacianda de Xaaga, en la que se encuentra una tumba en forma de cruz decorada con grecas y que conserva su pintura original. Otra tumba fue encontrada en una colina llamada Guirui, así como los restos de una fortificación prehispánica. En una colina cercana llamada La Fortaleza, los antropólogos han encontrado 21 esqueletos de hombres, mujeres y niños que se remontan a 500 años antes de Cristo. También se han encontrado tarros, piezas de cerámica y un jaguar tallado en piedra, así como mazorcas de maíz. La excavación del sitio fue hecho por Gary Feinman y Linda Nocholas del Field Museum de Chicago, que lo consideran uno de los hallazgos recientes más importantes de la zona.
Hay una zona para acampar disponible en un pequeño lago situado detrás de una colina que se encuentra detrás de la zona arqueológica; sin embargo, se recomienda encarecidamente un guía local y un buen equipo de campamento.
La música tradicional de aquí es interpretada por bandas de instrumentos de viento y marimbas. La chirimía, un instrumento de origen hispano, también se puede escuchar en este lugar. [1] La cocina de la región se basa en moles, como negro, verde, amarillo y Colorado. Otro plato popular es hígado con huevos. Las bebidas locales incluyen el chocolate caliente hecho con agua en lugar de leche, atole de maíz, atole con queso panela o chocolate, "tejate" (una bebida fermentada con maíz o cacao), pozole, una bebida hecha de una fruta llamada cilacayota y tepache. El mezcal es una bebida destilada importante que es embotellada y aromatizada con aditivos. Los mezcales con sabor son llamados "cremas" (cremas) y vienen en sabores de naranja, coco, café, limón y otros. En Mitla y los pueblos de los alrededores existen los "palenques", pequeños productores de mezcal donde se produce la bebida a mano desde el corazón de la planta de agave. A 5 km de Mitla hay un pequeño pueblo llamado Matatlán que, debido a la cantidad de palenques, se le llama el "capital mezcal del mundo".
El Día de Muertos es una celebración importante aquí, ya que la zona tiene historia de ser un lugar relacionado con el descanso y el inframundo. Ofrendas o altares se colocan en los hogares de los seres queridos fallecidos. Las celebraciones comienzan al mediodía el 31 de octubre con campanas de la iglesia para recibir primero la visita de los niños fallecidos. El 1 de noviembre, las familias visitan las tumbas para limpiar, decorar y colocar ofrendas en las tumbas de la familia. Fuegos artificiales se prenden para ayudar al difunto a encontrar el camino a sus hogares. A partir del mediodía del 1 de noviembre al mediodía del 2 de noviembre se cree que los muertos están entre los vivos disfrutando de la comida y las bebidas que son dejadas en las ofrendas o altares. Esta actividad se conoce aquí como "togolear" de la palabra zapoteca "togool", que significa "muerto". El 3 de noviembre, una fiesta de disfraces se lleva a cabo en el parque central de Mitla. En el que los asistentes disfrazados compiten por premios en efectivo, en distintas categorías tales como la originalidad. En la noche del 3, "comparsas", como las que pone en eventos de Carnaval, recrean las actividades tradicionales, tales como bodas, mientras que se encuentran disfrazados de esqueletos. El 4 de noviembre las pinturas que han estado en exhibición desde el 30 de octubre son calificadas y premiadas.

## Hermanamientos
La ciudad de Mitla tiene Hermanamientos con las siguientes ciudades alrededor del mundo:
- San Pedro Cholula, México (2017)[16]
- Tlayacapan, México (2017)[17]
- Atlixco, México (2019)[18]
- San Andres Cholula, México (2019)[19]
- Tepeaca, México (2019)[20]
- Huautla, México (2020)[21][22]
- Teposcolula, México (2020)[21][22]
- Mazunte, México (2020)[21][22]
- Tonameca, México (2020)[21][22]
- Huamantla, México (2021)[23]
- Juquila, México (2022)[22]